# Regió de Žilina
La Regió de Žilina - Žilinský kraj (eslovac) - és una de les 8 regions (kraj) de la República d'Eslovàquia. Fa frontera al nord-oest amb Txèquia i al nord-est amb Polònia.
Té una superfície de 6.808,4 km2 ocupant el 13,9% del total de l'àrea d'Eslovàquia i sent la tercera regió més extensa després de Banská Bystrica i Presov, respectivament.
A finals de 2023 tenia comptava amb 687.174 habitants, representant el 12,7% del total d'Eslovàquia.
La capital és Žilina. Es divideix en els 11 districtes següents:
- Bytča
- Čadca
- Dolný Kubín
- Kysucké Nové Mesto
- Liptovský Mikuláš
- Martin
- Námestovo
- Ružomberok
- Turčianske Teplice
- Tvrdošín
- Žilina

## Demografia
| Godina             | 1994    | 2004    | 2014    | 2024    |
| ------------------ | ------- | ------- | ------- | ------- |
| Nombre de persones | 682.983 | 694.129 | 690.449 | 686.063 |
| Diferència         |         | +1,63%  | −0,53%  | −0,63%  |

| Godina             | 2023    | 2024    |
| ------------------ | ------- | ------- |
| Nombre de persones | 687.174 | 686.063 |
| Diferència         |         | −0,16%  |

## Municipis
Hi ha 315 municipis, dels quals 18 són ciutats. Al voltant del 25% de la població viu a les tres ciutats més poblades Žilina, Martin i Liptovský Mikuláš.